# گوزن‌های قهوه‌ای
گوزن‌های قهوه‌ای (نام علمی: Rusa) نام یک سرده از زیرخانواده گوزنیان جهان قدیم است.

## گونه‌ها
- گوزن خالدار فیلیپینی - Philippine Spotted Deer
- گوزن فیلیپینی -  Philippine Sambar
- گوزن قهوه‌ای جاوایی -  Rusa Deer or Sunda Sambar
- گوزن قهوه‌ای -  Sambar